# 陆军第五镇
陆军第五镇，清朝末年军队现代化改革之后的新军编制之一，相当于现在的师的规模。第五镇驻山东济南、潍坊等地。
该镇於光绪三十一年（1905年）6月，由袁世凯从武卫右军先锋队中抽拨12营，陆军第四镇抽调步队4营，马、炮队各1营，并从青州、德州旗兵营闲散余兵内挑选精壮500名，和招募部分新兵，合编而成。辖步队第九、第十两协，每协2标，每标3营；马、炮队各1标，每标均3营；工程队、辎重队各1营。全镇计军官及司书人等748员，弁目兵丁10436名，夫役1328名，共12512名。　　
第五镇历任统制官为：吴长纯、张怀芝(署)、张永成。辛亥革命时期，其统制是张永成。该镇是袁世凯嫡系，张永成跟随冯国璋南下支援张勋，镇压南京新军革命党人起义。留守在济南的代理统制贾宝卿和下级官兵，拥护辛亥革命，推举山东巡抚孙宝琦为都督，宣布山东独立。
民国成立后，改名为陆军第五师，靳云鹏曾任师长。

## 相关人物
- 施从滨曾任十协十九标标统。
- 马良（1878年～1947年）曾任九协协统，日伪时期曾任山东省省长。
- 郑士琦曾任炮队管带。